# Pro Patria
Pro Patria fou una publicació mensual publicada per Víctor Balaguer entre 1893 i 1895, que va fer servir com a plataforma per difondre el seu ideari polític. Durant uns anys, va incorporar encastat el Butlletí de la Biblioteca Museu Balaguer. Els seus treballadors inicials van ser Antoni García Llansó i Felip Pedrell. Inicialment publicat a Catalunya, després de diverses disputes amb el patronat de la Biblioteca Museu Víctor Balaguer, el seu fundador va decidir endur-se el diari i continuar publicant-ho a Madrid.

## Història
Durant una visita d'Antonio Sánchez Pérez a Vilanova i la Geltrú durant l'estiu de 1892, aquest va comentar a Joan Oliva i Milà els plans de Víctor Balaguer per crear una nova publicació on difondre les seves idees. Davant la impossibilitat de fer front econòmicament al projecte, la junta del patronat de la Biblioteca Museu va proposar cancel·lar la publicació del Butlletí o -com a molt- encastar-ho dins del nou projecte. Després de diverses proves el primer número es va publicar el maig de 1893, amb García Llansó i Felip Pedrell com a responsables. S'editava al número 30 del carrer Aribau de Barcelona. El primer número va tenir una tirada de 1.200 exemplars, i duia la capçalera Pro Patria:Surge et Ambula. En Jaume Jepús fou l'impressor d'aquest primer número.
El 1894, després d'algunes discussions entre Balaguer i els patrons de la Biblioteca Museu, Pro Patria es va desvincular del butlletí de la Biblioteca, es va començar a imprimir a la impremta Vda. Minuesa de los Rios de Madrid i José Marco va assolir la direcció del projecte. El subtítol Surge et Ambula va desaparèixer quan el diari es va començar a imprimir des de la capital de l'Estat. Tot i haver desaparegut el butlletí i imprimir-se a Madrid, els beneficis del projecte estaven destinats a la Biblioteca Museu.
La revista no va acabar de funcionar i poc després de la mort de Marco (el novembre del mateix any) Balaguer cancel·la el projecte. Van sortir-ne, almenys, cinc números.

## Contingut
Era una publicació mensual de caràcter literari, que acollia diversos idiomes. Tenia difusió adhuc a Hispanoamèrica. Contenia treballs inèdits del fundador de F. Mistral, Eduard Toda, Emilio Castelar, A. Mestres, J. Feliu Codina, A. Koszkonki, F. Soler (Pitarra), J. Yxart, Emili Vilanova, S. Fatigati, J. M. Pereda, J. de Letamendi, E. Pirozzini, T. Tasso, Baró de Tourtoulon, Cavallotti, Zemba, Felip Pedrell, Elias de Molins, A. Garcia Llansó, etc.